# Erik Čikoš
Erik Čikoš, né le 31 juillet 1988 à Bratislava (alors ville de Tchécoslovaquie), est un footballeur slovaque. Il occupe actuellement le poste de défenseur au Slovan Bratislava, club de première division slovaque.

## Biographie

### Ses débuts en Slovaquie
Formé à l'Inter Bratislava, Erik Čikoš fait ses débuts professionnels en 2005 à l'âge de six-sept ans. Dans un club en grandes difficultés financières, Čikoš joue une soixantaine de matches avant de rejoindre en janvier 2009 le MFK Petržalka, qui recherche de nombreux joueurs après l'exode des siens à la suite de ses bonnes campagnes européennes. Membre à part entière de l'équipe, il ne peut cependant pas empêcher la descente du club en deuxième division lors de la saison 2009-2010.
Auteur toutefois d'une saison intéressante, il est repéré par Slovan Bratislava, qui lui fait signer un contrat.

### Premier titre avec le Wisła Cracovie, et première sélection
Le 9 juillet 2010, Erik Čikoš est prêté par le Slovan Bratislava au Wisła Cracovie sur la base d'un an avec option d'achat. Il arrive dans le but de remplacer Pablo Álvarez Menéndez, prêté lui aussi au Wisła la saison d'avant mais qui n'a pas été conservé par le club polonais. Placé directement dans le couloir droit, il est le troisième joueur le plus utilisé par l'entraîneur Robert Maaskant, et prend une part importante dans la solidité  défensive de son équipe, troisième meilleure du championnat dans ce domaine. Un temps à la lutte avec le Jagiellonia Białystok pour la première place, Čikoš et ses coéquipiers sont sacrés champions de Pologne après la vingt-septième journée et un derby remporté face au Cracovia. Avant la fin de la saison, le Slovaque est même appelé pour la première fois en équipe nationale par Vladimír Weiss pour un match contre l'Andorre,.

### Retour à Bratislava
Disposant d'une clause de libération de deux cent cinquante mille euros, le joueur n'est cependant pas conservé par le Wisła qui désire se le faire prêter à nouveau, ce que refuse son club d'origine. Il retourne donc à Bratislava où il jouera également la Ligue des champions avec le Slovan, champion en titre.

## Palmarès
- Champion de Pologne : 2011
- Champion de Slovaquie : 2013 et 2014
- Coupe de Slovaquie : 2018